# Charlotte Flair
Ashley Elizabeth Fliehr (* 5. April 1986 in Charlotte, North Carolina, USA), besser bekannt mit ihrem Ringnamen Charlotte Flair, ist eine US-amerikanische Wrestlerin, die bei der WWE unter Vertrag steht. Flair ist eine 14-fache Women’s World Champion. Sie erhielt sechsmal die WWE Women’s Championship und siebenmal die SmackDown Women’s Championship, (heute Women’s World Championship), zudem war sie die letzte Titelträgerin der WWE Divas Championship. Mit insgesamt 14 Titelgewinnen ist sie Rekordhalterin. Sie ist die Tochter von Ric Flair, der zu den erfolgreichsten Wrestlern aller Zeiten zählt.

## Privatleben
Sie wurde in Charlotte, North Carolina geboren. Sie ist die Tochter von Richard Morgan Fliehr, besser bekannt als Ric Flair, und Elizabeth Fliehr. Sie hat eine ältere Halbschwester namens Megan und einen älteren Halbbruder namens David, der ebenfalls Wrestler ist. Ihr jüngerer Bruder Reid, der auch Wrestler war, ist bereits verstorben.
Sie war Kapitän der Volleyballmannschaft der Providence High School (North Carolina). Mit dem Volleyball-Team gewann sie zwei NCHSAA 4 A-Staatsmeisterschaften. Sie wurde Spielerin des Jahres 2004–2005. Danach besuchte sie die Appalachian State University, bevor sie zur North Carolina State University wechselte. Dort machte sie 2008 ihren Bachelor in Public Relations.
Sie war von 2010 bis 2013 mit Riki Johnson verheiratet, von 2013 bis 2015 mit dem Wrestler Thomas Latimer, besser bekannt unter seinem WWE-Ringnamen Bram. Im August 2015 reichte sie die Scheidung ein, die am 29. Oktober 2016 vollzogen wurde. Seit Anfang 2019 befindet sie sich in einer Beziehung mit ihrem Ringkollegen Andrade. Im Januar 2020 gab das Paar seine Verlobung bekannt. Am 27. Mai 2022 heirateten beide. Im Oktober 2024 ließ sich das Paar scheiden.

## Wrestling-Karriere

### World Wrestling Entertainment

#### Anfänge und NXT (2012–2015)
Am 17. Mai 2012 unterzeichnete sie einen Vertrag bei der WWE. Sie nahm den Ringnamen Charlotte an und hatte ihren ersten Auftritt am 17. Juli 2013, wo sie Bayley in einem Kampf besiegte. Am Anfang bildete sie ein Team mit Bayley und fehdete gemeinsam mit ihr gegen Sasha Banks und Summer Rae. Bei der NXT-Episode am 13. November 2013 wendete sie sich gegen Bayley und schloss sich Sasha Banks und Summer Rae an.
Nachdem Paige ihren NXT Women’s Championship aufgrund ihres Gewinnes des Divas Championship abgeben musste, wurde ein Turnier um den vakanten Titel veranstaltet. In der ersten Runde eliminierte sie Emma, im Halbfinale besiegte sie Alexa Bliss. Das Finale fand am 29. Mai 2014 bei NXT TakeOver statt. Im Finale besiegte sie Natalya und gewann somit den vakanten NXT Women’s Championship.
Am 11. September 2014 verteidigte sie ihren Titel bei NXT TakeOver: Fatal 4-Way erfolgreich gegen Bayley. Sie fehdete eine Zeit lang gemeinsam mit Bayley gegen Becky Lynch und Sasha Banks. Bei NXT TakeOver: R Evolution am 11. Dezember 2014 verteidigte sie ihren Titel erfolgreich gegen Sasha Banks. Am 11. Februar 2015 bei NXT TakeOver: Rival verlor sie ihren Titel an Sasha Banks in Fatal Four Way Match in dem auch Becky Lynch und Bayley beteiligt waren. Bei der darauf folgenden NXT Ausgabe verlor sie ihr Rückmatch.

#### Women’s Revolution und letzte Divas Champion (2015–2016)

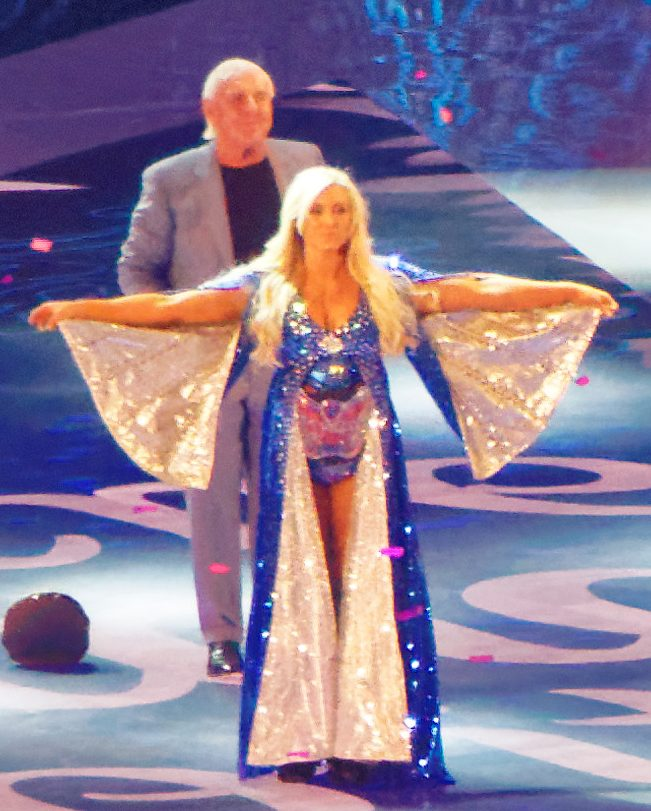
Divas Champion Charlotte Flair mit Ric Flair bei WrestleMania 32.

Am 13. Juli 2015 feierte Fliehr gemeinsam mit Becky Lynch und Sasha Banks ihr Debüt im Main Roster. Sie bildete gemeinsam mit Paige und Becky Lynch das Stable Team PCB. Team PCB fehdete gegen Team BAD (Naomi, Tamina und Sasha Banks) und Team Bella (Nikki Bella, Brie Bella, Alicia Fox).
Bei WWE Battleground 2015 besiegte sie in einem Triple Threat Match Brie Bella und Sasha Banks. Beim SummerSlam 2015 gewann Team PCB gegen Team BAD und Team Bella.
Bei der Raw-Ausgabe vom 31. August 2015 gewann Fliehr eine Beat the Clock challenge und bekam eine Chance auf den WWE Divas Championship. Bei WWE  Night of Champions gewann sie gegen Nikki Bella und gewann den WWE Divas Championship. Bei Hell in a Cell verteidigte sie ihren Titel erfolgreich gegen Nikki Bella. Bei der Raw-Ausgabe nach Hell in a Cell, verlor Team PCB gegen Team Bella. Nach der Niederlage wurden sie und Becky Lynch von Paige angegriffen, somit wurde Team PCB aufgelöst. Am 23. November 2015 bei der Survivor Series verteidigte sie ihren Titel erfolgreich gegen Paige. Paige konnte sich in den darauf folgenden Wochen erneut eine Chance auf den Titel sichern. Am 14. Dezember 2015 bei TLC: Tables, Ladders & Chairs verteidigte sie erneut ihren Titel erfolgreich gegen Paige, nachdem ihr Vater Ric Flair ins Match eingegriffen hat. Danach begann sie eine Fehde gegen ihre beste Freundin Becky Lynch. Während der Fehde drehte sie sich gegen ihre beste Freundin und attackierte Becky Lynch. Beim Royal Rumble am 24. Januar 2016 konnte sie erfolgreich ihren Titel gegen Becky Lynch verteidigen.

#### Rekord-World-Champion und Grand-Slam-Champion (2016–2020)

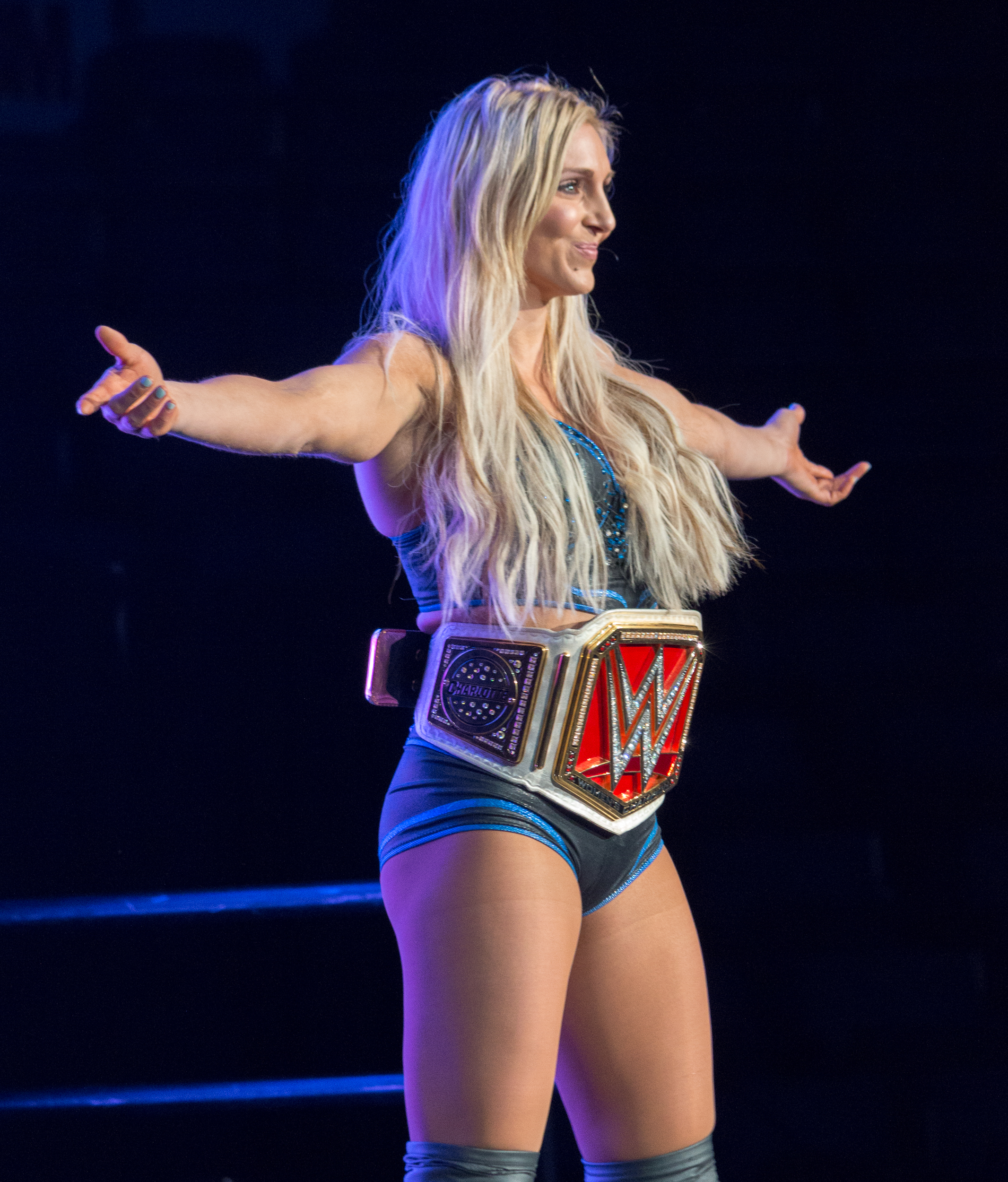
Raw Women’s Champion Charlotte Flair im Jahr 2016.

Bei Wrestlemania 32 wurde bekannt gegeben, dass ein neuer WWE Women’s Championship eingeführt und der WWE Divas Championship eingestellt wird. Am 3. April 2016 bei Wrestlemania 32 besiegte sie, Becky Lynch und Sasha Banks in einem Triple Threat Match und krönte sich zur ersten WWE Women’s Championesse. Bei der Raw Ausgabe vom 25. Juli 2016 verlor sie ihren Titel an Sasha Banks, jedoch gewann sie diesen am 21. August beim SummerSlam erneut zurück. Am 3. Oktober 2016 bei Raw, verlor sie ihren Titel erneut an Sasha Banks. Am 30. Oktober 2016 beim PPV Hell in a Cell bestritten sie und Sasha Banks als erste Frauen ein Hell In A Cell-Match, dabei war dieses Match der Main Event des PPVs. Das war das erste Mal in der WWE-Geschichte, dass zwei Frauen den Hauptkampf eines WWE PPVs bildeten. In besagtem Match durfte sie zum dritten Mal die Raw Women’s Championship gewinnen. Diesen Titel musste sie in der Raw-Ausgabe vom 28. November 2016 in einem Falls Count Anywhere-Match gegen Sasha Banks wieder an diese abgeben. Am 18. Dezember 2016 bei WWE Roadblock: End of the Line besiegte sie Sasha Banks holte sich den Titel zurück. Am 13. Februar 2017 bei Raw verlor sie den Titel an Bayley.

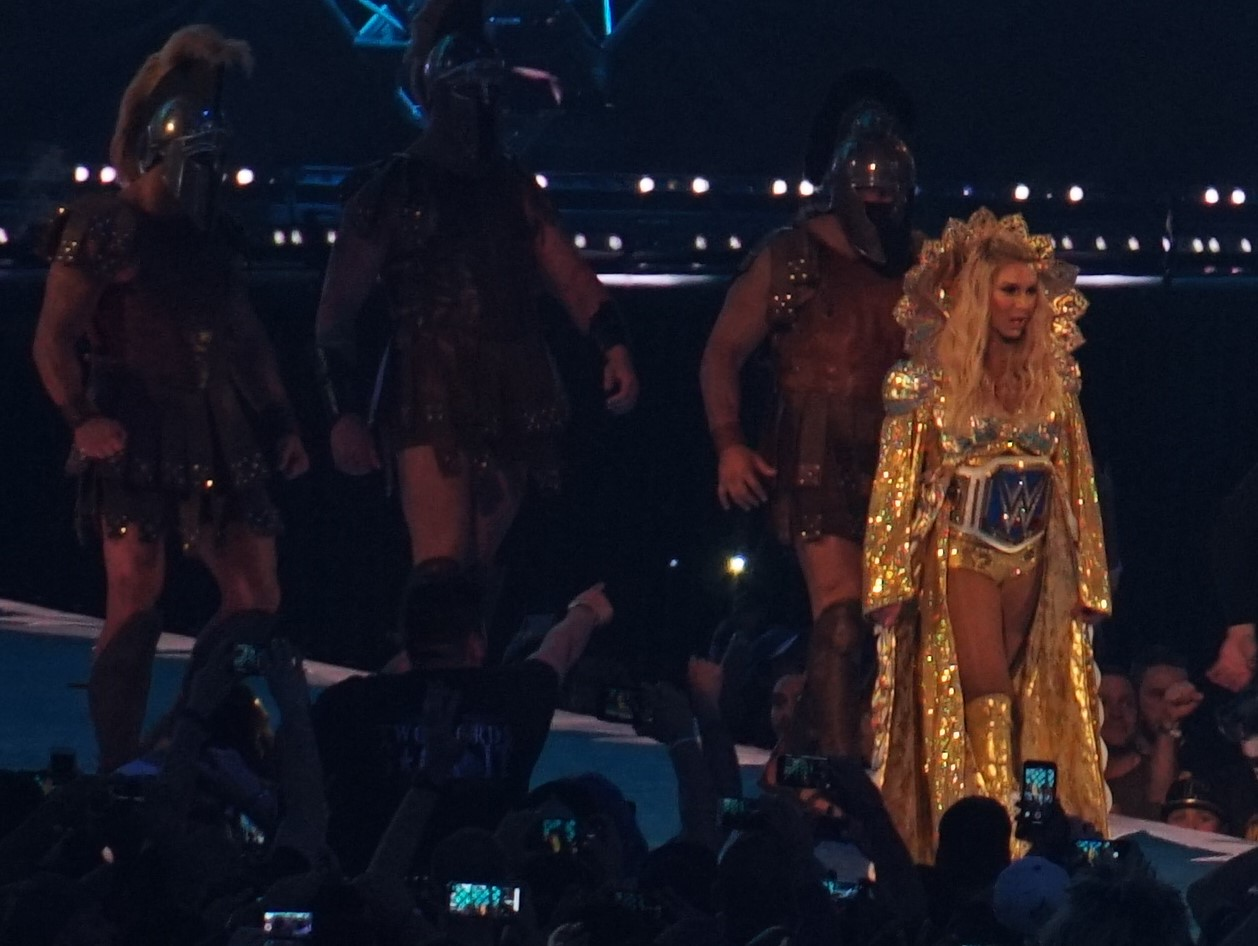
SmackDown Women’s Champion Charlotte Flair bei WrestleMania 34.

Am 11. April 2017 wechselte Fliehr durch den Superstar Shake-Up zu SmackDown Live Bei der SmackDown-Ausgabe vom 14. November 2017 gewann sie den SmackDown Women’s Championship von Natalya. Flair ist somit die erste und einzige Wrestlerin die den NXT Women’s Championship, WWE Divas Championship, Raw Women’s Championship und den SmackDown Women’s Championship gehalten hat. Diesen verlor sie jedoch nach 147 Tagen Regentschaft an Carmella die ihren Money in the Bank Contract einlöste. In einem Rückkampf beim WWE SummerSlam am 19. August 2018 gewann sie ein Triple Threat Match an dem auch Becky Lynch beteiligt war und sicherte sich somit zum zweiten Mal den SmackDown Women’s Championship. Aber bereits nach 28 Tagen Regentschaft verlor sie ihren Titel an Becky Lynch bei Hell In A Cell am 16. September 2018. Am 16. Dezember 2018 war Charlotte nochmal an einem Titel Match bei Tables, Ladders & Chairs beteiligt, dies war ein Triple Threat Match Tables, Ladders & Chairs Match an dem auch die damalige Championesse Becky Lynch und Asuka beteiligt waren, das Match und den Titel gewann Asuka. Den dritten SmackDown Women’s Championship holte sich Flair dann am 26. März 2019 bei einer SmackDown-Ausgabe, hierfür besiegte sie die damalige Championesse Asuka. Den Titel verlor sie jedoch bereits 12 Tage danach bei WrestleMania 35 an Becky Lynch dies war ein Triple Threat Winner Take All Match, bei dem auch der Raw Women’s Championship von Ronda Rousey auf dem Spiel stand. Am 19. Mai 2019 gewann Flair ihren vierten WWE SmackDown Women’s Championship, indem sie Becky Lynch bei Money in the Bank besiegte, die Regentschaft hielt aber nur wenige Minuten, nachdem Bayley erfolgreich ihren Money in the Bank Contract, den sie am selben Abend gewann einlöste. Am 11. August 2019 gewann sie ein Singles Match gegen Trish Stratus beim WWE SummerSlam. Am 6. Oktober 2019 gewann sie den SmackDown Women’s Championship von Bayley. Die Regentschaft hielt fünf Tage und verlor den Titel am 11. Oktober 2019 bei Friday Night SmackDown wieder an Bayley.
Im Rahmen des WWE Drafts wechselte Flair am 14. Oktober 2019 von SmackDown zu Raw. Am 24. November 2019 bestritt sie bei WWE Survivor Series zusammen mit Asuka, Natalya, Kairi Sane und Sarah Logan ein Traditional Survivor Series Elimination Match gegen Sasha Banks, Carmella, Dana Brooke, Lacey Evans, Nikki Cross, Rhea Ripley, Io Shirai, Bianca Belair, Toni Storm und Candice LeRae. Dieses Match verlor sie. Am 26. Januar 2020 gewann sie beim WWE Royal Rumble das Frauen Royal Rumble Match, mit der Nummer 17. Am 5. April 2020 gewann sie zum zweiten Mal den NXT Women’s Championship von Rhea Ripley bei WrestleMania 36. Diese Regentschaft hielt 63 Tage und verlor den Titel am 7. Juni 2020 gegen Io Shirai. Am 22. Juni 2020 wurde sie aufgrund einer Verletzung aus den Shows geschrieben.
Am 20. Dezember 2020 kehrte sie bei TLC: Tables, Ladders & Chairs in die Shows zurück. Sie schloss sich mit Asuka zusammen und besiegte Shayna Baszler und Nia Jax, um die WWE Women’s Tag Team Championship zu gewinnen. Die Regentschaft hielt 42 Tage und verloren die Titel, schlussendlich am 31. Januar 2021 an Shayna Baszler und Nia Jax.

#### Verschiedene Fehden und zweifache Royal-Rumble-Gewinnerin (seit 2021)
Am 18. Juli 2021 gewann sie erneut die Raw Women’s Championship, hierfür besiegte sie Rhea Ripley.
Die Regentschaft hielt ein Tag und verlor den Titel in der darauffolgenden Nacht an Nikki A.S.H. Am 21. August 2021 konnte sie den Titel beim SummerSlam 2021 zurückgewinnen. Hierfür besiegte sie Nikki A.S.H und Rhea Ripley.
Am 1. Oktober 2021 wurde sie beim WWE Draft zu SmackDown gedraftet. Am 22. Oktober 2021 tauschte sie nach dem Draft mit Lynch die Titel. Nach einer Regentschaft von 62 Tagen gab sie den Raw Women’s Championship ab und übernahm die SmackDown Women’s Championship. Die Regentschaft hielt 198 Tage und verlor den Titel, schlussendlich am 8. Mai 2022 bei WrestleMania Backlash (2022) an Ronda Rousey in einem I Quit-Match. Am 30. Dezember 2022 kehrte sie zurück und forderte Rousey um den SmackDown Women’s Championship heraus. Dieses Match gewann sie und konnte sich zum siebten Mal den Titel sichern. Die Regentschaft hielt 92 Tage und verlor den Titel, schlussendlich am 1. April 2023 bei WrestleMania 39 gegen Rhea Ripley. In der SmackDown-Folge vom 9. Juni kehrte Flair nach einer zweimonatigen Pause zurück und forderte Asuka zu einem Match um die WWE Women's Championship heraus, das Asuka annahm. 
Drei Wochen später, am 30. Juni, endete das Match mit einer Disqualifikation, nachdem Bianca Belair sowohl Asuka als auch Flair angegriffen hatte. Beim SummerSlam am 5. August konnte Flair den Titel in einem Triple-Threat-Match nicht gewinnen, nachdem Belair Asuka festgehalten und sich den Titel zurückgeholt hatte. Damit endete Flairs ungeschlagene SummerSlam-Serie.
Bei Fastlane konnte Flair den Titel in einem Triple-Threat-Match gegen Asuka und Titelverteidigerin Iyo Sky nicht gewinnen, da der Schiedsrichter von Skys Damage CTRL-Kollegin Bayley abgelenkt wurde und nicht sah, wie Flair Asuka zur Aufgabe zwang. In der SmackDown-Folge vom 20. Oktober konnte Flair Sky den Titel nach erneuter Einmischung von Bayley und Dakota Kai nicht abnehmen. Bei der Survivor Series am 25. November besiegten Flair, Belair, Becky Lynch und Shotzi Damage CTRL (Bayley, Sky, Asuka und Kairi Sane) in einem WarGames-Match.
In der SmackDown-Folge vom 8. Dezember erlitt Flair während ihres Matches gegen Asuka einen Riss des vorderen und hinteren Kreuzbandes sowie des Meniskus. In der folgenden Woche wurde bekannt gegeben, dass Flair aufgrund der Verletzung etwa neun Monate ausfallen würde, was dazu führen würde, dass sie bei WrestleMania XL fehlen würde.
Nach über einem Jahr Pause kehrte Flair am 1. Februar 2025 beim Royal Rumble zurück. Sie ging als Nummer 27 in das Royal Rumble Match der Frauen und gewann das Match zum zweiten Mal, indem sie Roxanne Perez eliminierte. Mit diesem Sieg war sie die elfte Person und die erste Frau, die das Royal Rumble Match mehr als einmal gewann. Sie trat sowohl bei Raw als auch bei SmackDown auf und entschied sich schließlich, Tiffany Stratton bei WrestleMania 41 um die WWE Women's Championship herauszufordern. Flair nahm dabei eine aggressivere Rolle an und entwickelte sich zum Heel. In der ersten Nacht von WrestleMania 41 am 19. April konnte Flair Stratton jedoch den Titel nicht abnehmen. 
Ihr "We are not friends"-Programm mit Alexa Bliss kam so gut an, dass Flair wieder zum Face wurde. Beim Summerslam 2025 konnte Bliss und Flair die Titelhalter Raquel Rodriguez und Roxanne Perez besiegen und neue Tag Team-Champions werden.  

## Titel und Auszeichnungen

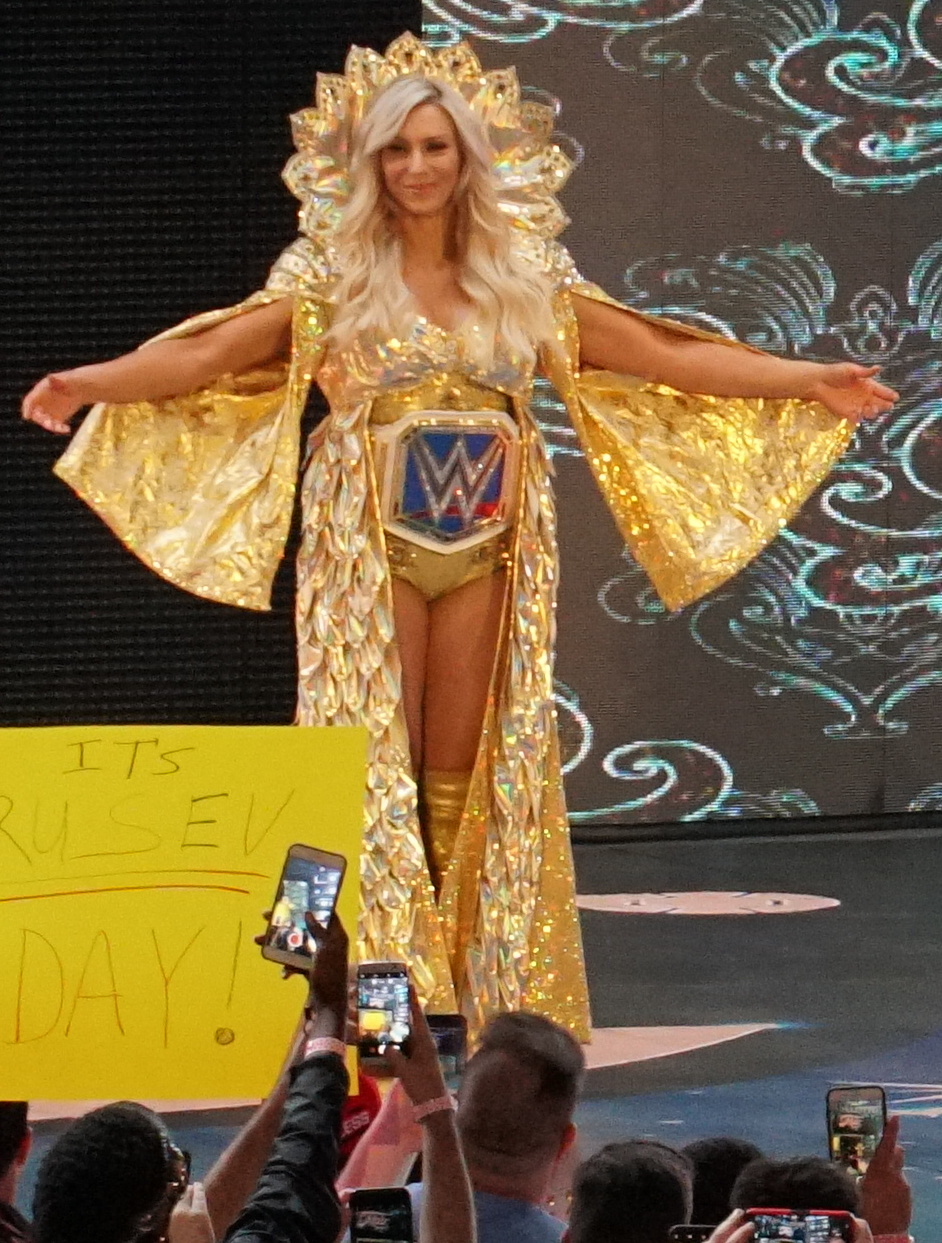
Charlotte Flair ist eine vierzehnfache World-Champion

### Titel
- World Wrestling Entertainment
  - 2× NXT Women’s Champion
  - 1× WWE Divas Champion (letzte Titelträgerin)
  - 6× WWE Raw Women’s Champion (erste Titelträgerin, meiste Regentschaften)
  - 7× WWE SmackDown Women’s Champion (meiste Regentschaften)
  - 2× WWE Women’s Tag Team Champion 1× mit Asuka, 1× mit Alexa Bliss

### Auszeichnungen
- Pro Wrestling Illustrated
  - 2016: Platz 1 der Top 50 Wrestler im PWI Female 50

- World Wrestling Entertainment
  - 2020, 2025: 2× Women's Royal Rumble Sieger

- Weitere Auszeichnungen
  - Rekordhalterin: 14-fache Women’s World Champion